# رندالف (نبراسکا)
رندالف(به انگلیسی: Randolph) شهری در ایالت نبراسکا کشور ایالات متحده آمریکا است که جمعیت آن در سرشماری سال ۲۰۱۰ میلادی، ۹۴۴ نفر بوده‌است.